# Хой, Элсон
Элсон Квинси Хой (нидерл. Elson Quincy Hooi; 1 октября 1991, Виллемстад, Кюрасао) — кюрасаоский футболист, нападающий кувейтского клуба «Аль-Тадамон» и сборной Кюрасао.

## Биография

### Клубная карьера
Родился в 1991 году в столице Кюрасао, городе Виллемстад, в котором и начал заниматься футболом. В 2007 году присоединился к молодёжной команде нидерландского клуба НАК Бреда. За основной состав команды дебютировал 10 августа 2012 года, в матче первого тура чемпионата Нидерландов против «Виллем II» и сразу же стал твёрдым игроком основы. В свой первый сезон на профессиональном уровне сыграл за НАК 33 матча и забил 4 гола в чемпионате страны, однако в дальнейшем стал получать меньше игровой практики.
Зимой 2015 года был отдан в аренду на полгода в клуб первого дивизиона Дании «Виборг», за который провёл 11 матчей и забил 1 гол, а также выиграл с командой первый дивизион Дании. В то же время, НАК Бреда вылетел из высшей лиги Нидерландов. Следующий сезон в НАК Хой начал в первом дивизионе, а завершал его в аренде в клубе из этой же лиги «Волендам». После окончания сезона покинул НАК и подписал контракт с клубом чемпионата Кипра «Эрмис». На Кипре игрок провёл полгода, после чего перешёл в клуб первого дивизиона Дании «Веннсюссель». Летом 2017 года подписал контракт с «АДО Ден Хааг». В марте 2020 года его контракт был расторгнут.

### Карьера в сборной
Дебютировал за сборную Кюрасао 5 июня 2015 года в товарищеском матче со сборной Тринидада и Тобаго. 25 июня 2017 года сделал дубль в финальном матче Карибского кубка 2017 против сборной Ямайки (2:1) и таким образом принёс своей сборной первую победу в этом турнире.
В июле того же года в составе сборной Кюрасао выступал на Золотом кубке КОНКАКАФ 2017, на котором сыграл во всех трёх матчах группового этапа, однако команда не набрала ни одного очка и заняла последнее в группе. В 2019 году вновь был включён в заявку на Золотой кубок. На этот раз сборная Кюрасао заняла второе место в своей группе и дошла до стадии 1/4 финала, где уступила сборной США (0:1). Сам футболист сыграл во всех четырёх матчах турнира.

## Достижения
«Виборг»
- Победитель Первого дивизиона Дании: 2014/2015

Сборная Кюрасао
- Победитель Карибского кубка: 2017